# Guerra Civil ruandesa
La Guerra Civil ruandesa fou un conflicte a Ruanda entre el govern del president Juvénal Habyarimana i el Front Patriòtic Ruandès (FPR). El conflicte va començar l'1 d'octubre de 1990 amb la invasió del FPR i va acabar el 4 d'agost de 1993 amb la firma dels Acords d'Arusha que permeteren un govern de coalició.
No obstant això, l'assassinat de Habyarimana l'abril de 1994 es va convertir en un catalitzador del que es coneixeria com el Genocidi de Ruanda que va ocasionar al voltant de 800.000 morts de l'ètnia tutsi i la victòria final del FPR. Les causes compartides tant de la guerra com del genocidi han portat a diversos estudiosos a afirmar que els assassinats en massa de civils van ser un ressorgiment del conflicte militar i no una nova fase del conflicte ètnic. L'FPR va reprendre la seva ofensiva fins a aconseguir el control total del país. Va ser llavors quan el govern hutu a l'exili va utilitzar els camps de refugiats que s'havien creat en països limítrofs per desestabilitzar el nou govern de l'FPR. La intervenció de l'FPR i de les seves forces paramilitars van desencadenar la Primera Guerra del Congo (1996–1997), la qual al seu torn va conduir a la Segona Guerra del Congo (1998–2003), conflictes en els quals les forces hutus aspiraven a recuperar el control de Ruanda. Mentre que la guerra civil va acabar oficialment el 1993, part de la historiografia manté que el conflicte va acabar realment el 1994 amb la captura de Kigali, o bé amb el desmantellament dels camps de refugiats el 1996. La presència de petits grups rebels al llarg de la frontera ruandesa és també un altre element que ha estat utilitzat per afirmar que el conflicte civil no ha acabat, sinó que segueix en curs encara que en estat latent.

## Causes
Factors econòmics externs, com el descens del preu del cafè, principal producte d'exportació, i altres interns, sobretot la corrupció en el Nord del país (lloc de procedència de Habyarimana) van començar a provocar noves tensions en la segona meitat de la dècada dels 80. El cada vegada pitjor estat de la situació econòmica i l'acusació dels tutsis exiliats de no ser permesa la seva tornada al país, van ser les raons principals que van provocar la Guerra Civil Ruandesa.